# العلاقات الإيرانية الشمال مقدونية
العلاقات الإيرانية الشمال مقدونية هي العلاقات الثنائية التي تجمع بين إيران وشمال مقدونيا.

## مقارنة بين البلدين
هذه مقارنة عامة ومرجعية للدولتين:
| وجه المقارنة                                              | إيران                    | شمال مقدونيا                                               |
| --------------------------------------------------------- | ------------------------ | ---------------------------------------------------------- |
| المساحة (كم2)                                             | 1.65 مليون               | 25.71 ألف                                                  |
| عدد السكان (نسمة)                                         | 79.97 مليون              | 2.08 مليون                                                 |
| الكثافة السكانية (ن./كم²)                                 | 48.47                    | 80.9                                                       |
| العاصمة                                                   | طهران                    | إسكوبية                                                    |
| اللغة الرسمية                                             | لغة فارسية               | اللغة المقدونية، اللغة الألبانية                           |
| العملة                                                    | ريال إيراني              | دينار مقدوني                                               |
| الناتج المحلي الإجمالي (بليون دولار)                      | 439.51 مليار             | 11.34 مليار                                                |
| الناتج المحلي الإجمالي (تعادل القوة الشرائية) بليون دولار | 1.36 تريليون             | 29.26 مليار                                                |
| الناتج المحلي الإجمالي الاسمي للفرد دولار أمريكي          |                          | 4.85 ألف                                                   |
| الناتج المحلي الإجمالي للفرد دولار أمريكي                 |                          | 16.25 ألف                                                  |
| مؤشر التنمية البشرية                                      | 0.766                    | 0.747                                                      |
| رمز المكالمات الدولي                                      | +98                      | +389                                                       |
| رمز الإنترنت                                              | .ir،                     | .mk                                                        |
| المنطقة الزمنية                                           | ت ع م+03:30، توقيت إيران | توقيت وسط أوروبا، ت ع م+01:00، ت ع م+02:00، أوروبا/سكوبيه ‏ |

## منظمات دولية مشتركة
يشترك البلدان في عضوية مجموعة من المنظمات الدولية، منها:
| علم المنظمة | اسم المنظمة                        | تاريخ انضمام إيران | تاريخ انضمام شمال مقدونيا |
| ----------- | ---------------------------------- | ------------------ | ------------------------- |
|             | مؤسسة التنمية الدولية              | 10 أكتوبر 1960     | 25 فبراير 1993            |
|             | يونسكو                             | 6 سبتمبر 1948      | 28 يونيو 1993             |
|             | وكالة ضمان الاستثمار متعدد الأطراف | 15 ديسمبر 2003     | 19 مارس 1993              |
|             | الأمم المتحدة                      | 24 أكتوبر 1945     | 8 أبريل 1993              |
|             | الاتحاد البريدي العالمي            | ?                  | ?                         |
|             | البنك الدولي للإنشاء والتعمير      | 29 ديسمبر 1945     | 25 فبراير 1993            |
|             | منظمة حظر الأسلحة الكيميائية       | ?                  | ?                         |
|             | مؤسسة التمويل الدولية              | 28 ديسمبر 1956     | 25 فبراير 1993            |
|             | منظمة الشرطة الجنائية الدولية      | ?                  | ?                         |

## وصلات خارجية
- موقع وزارة الخارجية الإيرانية